# Ait Sebaa Lajrouf
Ait Sebaa Lajrouf (franska: Ait Sebaa Lajrouf (CR), Ait Sebaa Lajrouf (Commune Rurale), arabiska: قرية با محمد (البلدية)) är en kommun i Marocko.   Den ligger i provinsen Sefrou och regionen Fès-Meknès, i den nordöstra delen av landet, 170 km öster om huvudstaden Rabat. Antalet invånare är 17 400.